# Ivan Belyayev
Ivan Pavlovich Belyayev (en ukrainien : Иван Павлович Беляев ; né le 10 août 1935 à Kharkiv en RSS d'Ukraine) est un athlète soviétique ukrainien spécialiste du 3 000 mètres steeple. Licencié au Avangard Dnepropetrovsk, il mesure 1,78 m pour 67 kg.

## Carrière

### Palmarès
| Date | Compétition           | Lieu  | Résultat | Performance  |
| ---- | --------------------- | ----- | -------- | ------------ |
| 1964 | Jeux olympiques d'été | Tokyo | 3e       | 8 min 33 s 8 |

### Records
| Épreuve              | Performance  | Lieu | Date |
| -------------------- | ------------ | ---- | ---- |
| 3 000 mètres steeple | 8 min 29 s 6 |      | 1965 |